# Österbo, Gävle kommun
Österbo är en tidigare by i Hedesunda socken, Gävle kommun, Gävleborgs län. Österbo ligger ca 2 km sydöst om Gräsbäcken och 1 km väster om Nybo. Byn avfolkades på 1930-talet.